# Перепелиця білолоба
Перепелиця білолоба (Dendrortyx leucophrys) — вид куроподібних птахів родини токрових (Odontophoridae).

## Поширення
Вид поширений на півдні Мексики (Чіапас), в Гватемалі, Гондурасі, Сальвадорі, Нікарагуа та Коста-Риці. Природним середовищем існування є субтропічний або тропічний вологий гірський ліс.

## Опис
Тіло завдовжки 33 см, вага 340—400 г. У птаха довгі ноги, довгий хвіст, смугаста шия. Харчується насінням, дрібними плодами та безхребетними.